# Horvát férfi kosárlabda-válogatott
A horvát férfi kosárlabda-válogatott Horvátország férfi nemzeti kosárlabda csapata, amelyet a Horvát kosárlabda-szövetség (horvátul: Hrvatski košarkaški savez) irányít. Egyszeres olimpiai ezüstérmesek (1992) és egyszeres világbajnoki ezüstérmesek (1994). Az Európa-bajnokságon két alkalommal szerezte bronzérmet (1993, 1995).

## Története
Az első nem hivatalos mérkőzésüket 1964. június 2-án játszották a horvátok és sokáig Jugoszlávia részeként szerepeltek a nemzetközi tornákon. 1991-ben kivívták a függetlenségüket és hamarosan megalakult a horvát férfi kosárlabda-válogatott. Az első nagy esemény, amin részt vettek az az 1992. évi olimpiai játékok volt, ahol bejutottak a döntőbe és a Michael Jordan által fémjelzett Egyesült Államokkal találkoztak és kaptak ki 117–85-re. Első alkalommal rögtön érmet szereztek és ez a válogatott történetének eddigi legjobb eredménye. Az 1993-as Európa-bajnokságot beárnyékolta, hogy a torna előtt nem sokkal a horvát válogatott elveszítette a legismertebb játékosát Dražen Petrovićot, aki 1993. június 7-én, 28 évesen hunyt el autóbaleset következtében. A horvátok végül 99–59-re legyőzték Görögországot és megszerezték a bronzérmet. Az 1994-es világbajnokságon 66–64-re elveszítették az elődöntőt Oroszországgal szemben, de a bronzmérkőzésen 78–60-ra ismét sikerült győzniük Görögország ellen. Az 1995-ös Európa-bajnokságon Litvániától kaptak ki 90–80-ra az elődöntőben és a harmadik helyért rendezett találkozón immár zsinórban harmadik alkalommal sikerült felülkerekedniük Görögországon (73–68). Ez volt az utolsó alkalom, hogy a horvát válogatott egy rangos nemzetközi tornán érmet szerzett. Az 1996. évi olimpiai játékokon a hetedik helyen végeztek. Az 1997-es Európa-bajnokság előtt történt egy generációváltás és már nem tudták hozni a korábbi jó eredményeket. Nem sikerült kijutniuk a 2000-es, a 2004-es, a 2012-es, a 2020-as és a 2024-es nyári olimpiai játékokra és ugyancsak lemaradtak az 1998-as, a 2002-es és a 2006-os világbajnokságról. A 2008-as pekingi olimpiai játékokon Spanyolországtól kaptak ki a negyeddöntőben 72–59-re és végül a hatodik helyen zárták a tornát. 2010-ben ismét részt vettek a világbajnokságon, ahol továbbjutottak a csoportkörből és a legjobb tizenhat között Szerbiától kaptak ki 73–72 arányban. A 2013-as Európa-bajnokságon a negyedik helyen végeztek, ami a legjobb eredményük volt 1995 óta. A 2014-es világbajnokságon ismét bejutottak a nyolcaddöntőbe, ahol ezúttal Franciaország bizonyult jobbnak és jutott tovább. A 2016-os riói olimpián az ötödik helyet szerezték meg. A 2015-ös Európa-bajnokságon társrendezőként vettek részt és a nyolcaddöntőig jutottak, ahol Csehország ellen estek ki. A 2017-es Európa-bajnokságon ismét bejutottak a nyolcaddöntőbe, amit elveszíttek Oroszországgal szemben 101–78-ra. A 2022-es Európa-bajnokságot a 12. helyen zárták.

## Eredmények
| Olimpiai játékok | Olimpiai játékok       | Olimpiai játékok       | Olimpiai játékok       | Olimpiai játékok       |
| Év               | Eredmény               | M                      | Gy                     | V                      |
| ---------------- | ---------------------- | ---------------------- | ---------------------- | ---------------------- |
| 1936-1988        | Jugoszlávia része volt | Jugoszlávia része volt | Jugoszlávia része volt | Jugoszlávia része volt |
| 1992             | Ezüst                  | 8                      | 6                      | 2                      |
| 1996             | 7.                     | 8                      | 4                      | 4                      |
| 2000             | Nem jutott be          | Nem jutott be          | Nem jutott be          | Nem jutott be          |
| 2004             | Nem jutott be          | Nem jutott be          | Nem jutott be          | Nem jutott be          |
| 2008             | 6.                     | 6                      | 3                      | 3                      |
| 2012             | Nem jutott be          | Nem jutott be          | Nem jutott be          | Nem jutott be          |
| 2016             | 5.                     | 6                      | 3                      | 3                      |
| 2020             | Nem jutott be          | Nem jutott be          | Nem jutott be          | Nem jutott be          |
| 2024             | Nem jutott be          | Nem jutott be          | Nem jutott be          | Nem jutott be          |
| Összesen         | 4/9                    | 28                     | 16                     | 12                     |

| FIBA-világbajnokság | FIBA-világbajnokság    | FIBA-világbajnokság    | FIBA-világbajnokság    | FIBA-világbajnokság    |
| Év                  | Eredmény               | M                      | Gy                     | V                      |
| ------------------- | ---------------------- | ---------------------- | ---------------------- | ---------------------- |
| 1950-1990           | Jugoszlávia része volt | Jugoszlávia része volt | Jugoszlávia része volt | Jugoszlávia része volt |
| 1994                |                        | 8                      | 7                      | 1                      |
| 1998                | Nem jutott be          | Nem jutott be          | Nem jutott be          | Nem jutott be          |
| 2002                | Nem jutott be          | Nem jutott be          | Nem jutott be          | Nem jutott be          |
| 2006                | Nem jutott be          | Nem jutott be          | Nem jutott be          | Nem jutott be          |
| 2010                | 14.                    | 6                      | 2                      | 4                      |
| 2014                | 10.                    | 6                      | 3                      | 3                      |
| 2019                | Nem jutott be          | Nem jutott be          | Nem jutott be          | Nem jutott be          |
| 2023                | Nem jutott be          | Nem jutott be          | Nem jutott be          | Nem jutott be          |
| Összesen            | 3/8                    | 20                     | 12                     | 8                      |

| Európa-bajnokság | Európa-bajnokság       | Európa-bajnokság       | Európa-bajnokság       | Európa-bajnokság       |
| Év               | Eredmény               | M                      | Gy                     | V                      |
| ---------------- | ---------------------- | ---------------------- | ---------------------- | ---------------------- |
| 1935-1991        | Jugoszlávia része volt | Jugoszlávia része volt | Jugoszlávia része volt | Jugoszlávia része volt |
| 1993             |                        | 9                      | 8                      | 1                      |
| 1995             |                        | 9                      | 8                      | 1                      |
| 1997             | 11.                    | 8                      | 2                      | 6                      |
| 1999             | 9.                     | 6                      | 3                      | 3                      |
| 2001             | 7.                     | 7                      | 3                      | 4                      |
| 2003             | 11.                    | 4                      | 1                      | 3                      |
| 2005             | 7.                     | 7                      | 4                      | 3                      |
| 2007             | 6.                     | 9                      | 3                      | 6                      |
| 2009             | 6.                     | 9                      | 4                      | 5                      |
| 2011             | 13.                    | 5                      | 2                      | 3                      |
| 2013             | 4.                     | 11                     | 8                      | 3                      |
| 2015             | 9.                     | 6                      | 3                      | 3                      |
| 2017             | 10.                    | 6                      | 4                      | 2                      |
| 2022             | 12.                    | 6                      | 3                      | 3                      |
| Összesen         | 14/14                  | 102                    | 56                     | 46                     |